# Corendon Airlines Park
Das Antalya Stadyumu (durch Sponsoringvertrag Corendon Airlines Park genannt) ist ein Fußballstadion im türkischen Landkreis Muratpaşa in der Provinz Antalya. Die Spielstätte mit 32.537 Sitzplätzen ist die sportliche Heimat des Fußballvereins Antalyaspor, der zur Saison 2015/16 in die höchste türkische Liga, die Süper Lig, aufgestiegen ist. Zuvor trug der Verein übergangsweise seine Partien im 2012 eingeweihten Akdeniz Üniversitesi Stadı aus. Es liegt nur rund 1,5 Kilometer westlich der Arena, verfügt über 7.083 Plätze sowie eine Leichtathletikanlage. Vor 2012 war Antalyaspor im Antalya Atatürk Stadı von 1965 ansässig.

## Geschichte
Nach jahrelanger Planung und Ankündigungen konnte der Bau im Juni 2013 begonnen werden. In der Planungsphase trug das Bauprojekt den Namen Antalya 100.yıl Stadyumu (deutsch Antalya-Jahrhundert-Stadion), in Erinnerung an die Staatsgründung der Türkei 1923 durch Atatürk. Für den Bau veranschlagte man 800 Tage, aber im Endeffekt benötigte die Errichtung 992 Tage. Auch die Baukosten überstiegen die zunächst angestrebten 80 Millionen TRY auf rund 100 Millionen TRY. Am 26. Oktober 2015 fand die Eröffnung mit dem Ligaspiel zwischen Antalyaspor und Beşiktaş Istanbul statt. Die Partie des 9. Spieltages endete mit einer klaren 1:5-Niederlage der neuen Hausherren. Das Spiel verfolgten 19.691 Zuschauer. Das erste Tor im Stadion erzielte Necip Uysal für Beşiktaş.
Die Ränge des Fußballstadions sind von einem 16.000 m² großen Dach komplett überdeckt. Das Dach wird von einer feingliederigen Stahlkonstruktion getragen. An der inneren Dachkante wurde ein lichtdurchlässiges Material verwendet, um den Spielfeldrasen mit mehr Tageslicht zu versorgen. Als erstes türkisches Stadion erhielt die Spielstätte eine Photovoltaikanlage. Die Solaranlage bedeckt 75 Prozent des Daches und wandelt täglich die Sonnenstrahlung in 7.200 kWh Strom um. Dies reicht aus, um 550 Haushalte mit Energie zu versorgen. Die Haupt- und die Gegentribüne sind mit je drei Rängen ausgestattet. Die Hintertortribünen besitzen einen Unterrang wie die Längstribünen. Darüber wurden je drei platzsparende, mit nur fünf bis sechs Sitzreihen bestückte, Ränge balkonartig angelegt. Dies ist der rechteckigen Anordnung der Tribünen in dem kreisrunden Stadion geschuldet. 
In zwei Stadionecken wurden diagonal gegenüberliegende Videowände unter dem Dach installiert. Die Bestuhlung wie auch weitere Teile des Stadions sind in den Vereinsfarben Rot und Weiß gehalten. Die 44 V.I.P.-Logen befinden sich auf Höhe des Mittelrangs der beiden Längstribünen. Die Sportstätte bietet 87.000 m² Grundfläche. Davon sind 8.000 m² Gewerbefläche. Des Weiteren stehen 1.200 Parkplätze bereit. Das Stadion wird mit einer Videoüberwachungsanlage kontrolliert. Die Ein- und Ausgänge werden mit Kameras inklusive Gesichtserkennung überwacht.
Seit der Saison 2022/23 trägt die Spielstätte den Sponsorennamen Corendon Airlines Park, nach der Fluggesellschaft Corendon Airlines.